# Horst Wessel als Namensgeber von Straßen und Plätzen
Horst Wessel war während der Zeit des Nationalsozialismus ein häufiger Namensgeber von Straßen und Plätzen im Gebiet des damaligen Deutschen Reichs sowie in besetzten Gebieten. Der Berliner Bezirk Friedrichshain wurde in Horst-Wessel-Stadt umbenannt.
Die Benennungen dienten der NSADP zu dessen Stilisierung als „Märtyrer der Bewegung“. Wie eine Untersuchung des Landschaftsverbands Westfalen-Lippe für Westfalen und Lippe dokumentiert, waren die Umbenennungen bis in kleine Städte und Dörfer weit verbreitet.
Nach 1945 wurden alle Straßen und Plätze mit Horst Wessel als Namensgeber im Rahmen der Entnazifizierung umbenannt.

## Horst-Wessel-Straßen
Im Folgenden eine Auswahl von Straßen, die ehemals Horst-Wessel-Straße hießen, ggf. mit Angabe der früheren und der heutigen Benennung:
- Alzenau: heute Mühlweg[3]
- Berchtesgaden: Moosweg („Horst-Wesselweg“)[4]
- Berlin: davor und danach Weydingerstraße[5]
- Breslau: davor Grüneichener Weg, heute ul. Zygmunta Wróblewskiego[6]
- Bützow: davor und danach Rühner Straße[7]
- Düsseldorf: davor und danach Kölner Straße ab Wehrhahn bis zum Worringer Platz, der zum Horst Wessel Platz wurde[8]
- Eisenach: davor und heute Katharinenstraße[9]
- Herne-Sodingen: davor Fritz-Ebert-Straße, ab 1945 Händelstraße[10]
- Kolberg: seit 1948 1 Maja
- Kulmbach: davor und ab 9. Mai 1945 Blaicherstraße[11]
- München-Untermenzing: ab 1945 Jennerstraße[12]
- Neubiberg: ab 4. Juli 1945 Bodenschneidstrasse
- Northeim: heute Bachstraße[13]
- Offenburg: Umbenennung zwischen Zellerstraße und Krankenhaus, davor und heute Ebertstraße[14]
- Seehausen (Altmark): heute Damaschkestraße oder Winckelmannstraße
- Wanne-Eickel: davor Ebertstraße, 1945 Rückbenennung, ab 1974 Dürerstraße[10]
- Wien-Rodaun: ab 1947 Hauptstraße, seit 1954 Teil der Willergasse[15]
- Würzburg: davor Friedrich-Ebert-Straße, ab 1945 Grombühlstraße[16]
- Zwickau:[17]
  - heutige Eduard-Soermus-Straße (1933–1944)
  - Teil der heutigen Freiheitsstraße
  - heutige Salutstraße (1936–1945)
  - heutige Von-Schlegel-Straße (1936–1945)

## Horst-Wessel-Plätze
Im Folgenden eine Auswahl von Plätzen, die ehemals Horst-Wessel-Platz hießen, ggf. mit Angabe der früheren und der heutigen Benennung:
- Ahaus: davor und heute Rathausplatz[2]
- Bad Berleburg, davor Bleichmarkt und Viehmarkt, ab 1945 Marktplatz[2]
- Barmen: davor und heute Alter Markt
- Berlin: davor Bülowplatz und heute Rosa-Luxemburg-Platz
- Bocholt, davor und heute Markt[2]
- Bonn, heute An der Schlosskirche/Franziskanerstraße[18]
- Brake: 1936 neu gebautes Dorfzentrum Horst-Wessel-Platz, danach Schulstraße, heute Ewerbeckstraße[19]
- Dessau: davor Neumarkt, dann Wilhelm-Pieck-Straße, heute Kurze Gasse und Kavalierstraße[20]
- Dortmund: davor und heute Nordmarkt
- Dresden: davor und heute Strehlener Platz
- Düsseldorf: davor und heute Worringer Platz[21]
- Frankfurt am Main: davor und heute Rathenauplatz (vgl. Liste der Straßennamen von Frankfurt am Main/R)
- Frankfurt (Oder): 1933 Erstbenennung als Potsdamer Straße mit dem Schinkel-Platz; der Platz wurde 1936 in Horst-Wessel-Platz und 1948 in Thälmannplatz umbenannt, 1992 wurde die gesonderte Benennung des Platzes wieder aufgegeben und er ist heute ein Teil der Potsdamer Straße[22]
- Gladbeck: davor Jovyplatz, mit Dienstgebäude der Gestapo[23]
- Griesheim: vom 10. August 1933 bis zum 21. August 1947, vor und nachher (Georg-)Schüler-Platz[24]
- Hanau: davor Kanalplatz, danach Kanaltorplatz
- Hannover: davor und danach Königsworther Platz
- Himberg (damals zu Wien, vgl. Groß-Wien): seit 1949 Himberger Kirchenplatz wien.gv.at
- Köln: davor Königsplatz und Rathenauplatz, heute wieder Rathenauplatz
- Kulmbach: ab 9. Mai 1945 Pörbitscher Platz[11]
- Leipzig, Stadtteil Volkmarsdorf: davor und heute Volkmarsdorfer Markt, von 1945 bis 2012 Ernst-Thälmann-Platz[25]
- Magdeburg, Stadtteil Ottersleben: später Geschwister-Scholl-Platz, heute Eichplatz
- Mainz: von 1894 bis 1933 Forsterplatz, 1933 kurz Horst-Wessel-Platz, 1933 bis heute 117er Ehrenhof[26]
- Neustrelitz: davor und heute wieder Marktplatz tu-cottbus.de
- Offenbach am Main: davor und danach Aliceplatz[27]
- Offenburg: davor und heute Ebertplatz[14]
- Schneidemühl: vorher Brunnenplatz bzw. Berliner Platz, heute Plac 9 Maja[28]
- Traunstein: davor und danach Maxplatz bzw. Maximiliansplatz[29]
- Wien (10. Bezirk): ursprünglich Eugenplatz, ab 1920 und seit 1945 Viktor-Adler-Platz[30]
- Zwickau: Virchowplatz (1933–1945)[31]